# Pernay
Pernay település Franciaországban, Indre-et-Loire megyében. Lakosainak száma 1556 fő (2022. január 1.). Pernay Ambillou, Luynes, Saint-Roch, Semblançay és Sonzay községekkel határos.

## Népesség
A település népességének változása:
| Lakosok száma | 518  | 565  | 677  | 997  | 1208 | 1300 | 1349 | 1409 | 1451 | 1556 |
|               | 1968 | 1982 | 1990 | 2006 | 2013 | 2015 | 2017 | 2019 | 2020 | 2022 |